# تام بلیت
تام بلیت (انگلیسی: Tom Blythe; ۱۶ سپتامبر ۱۸۷۱ – ۱۹۴۴ (۷۲−۷۳ سال)) بازیکن فوتبال بود.
از باشگاه‌هایی که در آن بازی کرده‌است می‌توان به باشگاه فوتبال گریمزبی تاون اشاره کرد.